# Erik Sjöstedt (1866–1929)
Erik Valentin Sjöstedt, född den 19 februari 1866 i Lund, död den 25 februari 1929 i Paris, var en svensk tidningsman. 
Sjöstedt blev student vid Uppsala universitet 1883, bosatte sig 1888 i Paris och var där verksam som korrespondent till Dagens Nyheter (till 1910) och från 1911 till Stockholms Dagblad (pseudonymen Osborne), varjämte han ledde en fransk-svensk nyhetsbyrå "Agence Paris-Baltique" (sedan 1913) och medarbetade i franska tidningar och tidskrifter (Le Temps, Le Figaro, Revue d'histoire diplomatique, Revue de Paris med flera). I bokform utgav Sjöstedt bland annat Svenskarne i Paris (1900), La question d'Aland (1919) och Le secret de la sagesse française (1922; svensk utgåva "Frankrikes hemlighet", samma år). Sjöstedt var från 1909 Utrikesdepartementets pressombud i Paris. Han var gift med författaren Léonie Bernardini, som utgav bland annat Les Idées de Frédéric Nietzsche och Pages suédoises (1908), ett uppmärksammat arbete om svensk natur och kultur. De var föräldrar till professor Yvonne Sjöstedt.